# Skarsfjorden (Nordland)
 For alternative betydninger, se Skarsfjorden. (Se også artikler, som begynder med Skarsfjorden)
Skarsfjorden (også skrevet Skardsfjorden) er en fjord i Rødøy og Meløy kommuner i Nordland fylke i Norge. Fjorden går  13 kilometer mod øst, hvor den deler sig i to. Ind til bunden af Nordfjorden er den 31 kilometer lang. 
Skarsfjorden har indløb mellem Sleipnesodden i syd og Åmnøyhamna i nord. Det meste af fjorden ligger på sydsiden af Åmnøya. Der ligger flere mindre bygder på begge sider af den. Omkring 10 kilometer inde i fjorden ligger øerne Forøya og Esøya. Her deler fjorden sig i to. Den ene del går nordøstover til indløbet af Bjærangsfjorden. På sydsiden af øerne går Arhaugfjorden mod sydøst og går efterhånden  over i Holandsfjorden, som igen går over i Nordfjorden. 
Fylkesvej 464  går langs nordsiden af fjorden på Åmnøya. Ved Åmnøyhamna længst mod vest møder Skarsfjorden Bolgfjorden som går på nordsiden af Åmnøya.